# میکروسکوپ هدایت یونی روبشی
میکروسکوپ هدایت یونی روبشی (میکروسکوپ هدایت یونی روبشی) از خانواده میکروسکوپ‌های پروبی روبشی است. این میکروسکوپ SICM از میکرو یا نانو پیپتی استفاده می‌کند که به نمونه که در یک الکترولیت فرو برده شده است نزدیک می‌شود. هدایت یونی بین الکترود در محلول و الکترود در پیپت اندازه‌گیری می‌شود. با نزدیک شدن پیپت به سطح نمونه، سطح مقطع مسیر یون از یک الکترود به الکترود دیگر کاهش یافته و هدایت کاهش می‌یابد. قدرت تفکیک اصولاً با اندازه دریچه تعیین می‌شود. در مقایسه با سوزن‌های پیپتی شیشه‌ای، پروب‌های میکرو ساخت، دارای مزیت اندازه دریچه کوچکتر و پایداری بیش تری هستند. با این میکروسکوپ ساختارهای ۱۰۰ نانومتری قابل مشاهده هستند و فاصله با جریان یونی کنترل می‌شود. این میکروسکوپ می‌تواند در حالت تماسی یا نوک زنی استفاده شود. در هر دو مورد، جریان یونی در طی تصویر سازی اندازه‌گیری می‌شود. اما در حالت نوک زنی قدرت تفکیک بهتری برای منافذ مشاهده شده است.
کاربرد
کاربرد اصلی این میکروسکوپ اندازه‌گیری توزیع جریان‌های یونی از طریق منافذ در یک سطح متخلخل است. به عنوان مثال می‌توان از غشاهای هسته منفذ (nucleopre) یا غشاهای پلیمری نام برد. کاربردهای جالبی از SICM بر روی سلول‌های زنده ارائه شده است. همچنین از SICM به عنوان ابزاری برای لیتوگرافی استفاده شده است که در آن سیم‌های فلزی روی یک سطح نشانده می‌شود.